# جرد کوشنر
جَرِد کوری کوشنر (انگلیسی: Jared Kushner؛ زادهٔ ۱۰ ژانویهٔ ۱۹۸۱) بازرگان، سرمایه‌گذار در املاک، مستغلات و ناشر آمریکایی و نیز مشاور ارشد دونالد ترامپ، رئیس‌جمهور فعلی آمریکا و همچنین همسر دختر او ایوانکا ترامپ است. گفته شده کوشنر مورداعتمادترین مشاور ترامپ است و به پدرزنش «وفاداری تزلزل‌ناپذیری» دارد.
کوشنر مالک اصلی هلدینگ و توسعه املاک کوشنر پراپرتیز و شرکت انتشار روزنامه نیویورک آبزرور است. او پسر ساختمان‌ساز آمریکایی، چارلز کوشنر است. کوشنر از مشاورین ارشد کمپین ریاست جمهوری دونالد ترامپ بود. او بین سال‌های ۲۰۰۷ تا ۲۰۱۶، دست‌کم ۷ میلیارد دلار در املاک نیویورک سرمایه‌گذاری کرد. در سال ۲۰۰۷، او در ۲۶ سالگی گران‌قیمت‌ترین خرید مالکیت یک ساختمان را در تاریخ آمریکا انجام داد.
او دارای لیسانس جامعه‌شناسی از دانشگاه هاروارد و جی دی و ام بی ای از دانشگاه نیویورک است.

## دولت ترامپ
ترامپ در ژانویه ۲۰۱۷ کوشنر را به عنوان مشاور ارشد کاخ سفید معرفی کرد.
ترامپ مسئولیت مذاکره برای صلح در منازعه فلسطین-اسراییل و نیز مذاکره برای معامله با کشورهای خارجی را به کوشنر سپرد.
در مارس ۲۰۱۷، مسئولیت دفتر تازه تأسیس نوآوری آمریکا نیز به کوشنر واگذار شد. او در این مسئولیت به روز کردن تشکیلات اداری آمریکا را برعهده دارد.
جرد کوشنر روز دوشنبه ۳ آوریل ۲۰۱۷ به دعوت جوزف دانفورد رئیس ستاد مشترک ایالات متحده به عراق سفر کرد. هدف از این سفر ابراز حمایت و تعهد دولت آمریکا نسبت به عراق و پرسنل آمریکایی مستقر در عراق می‌باشد.

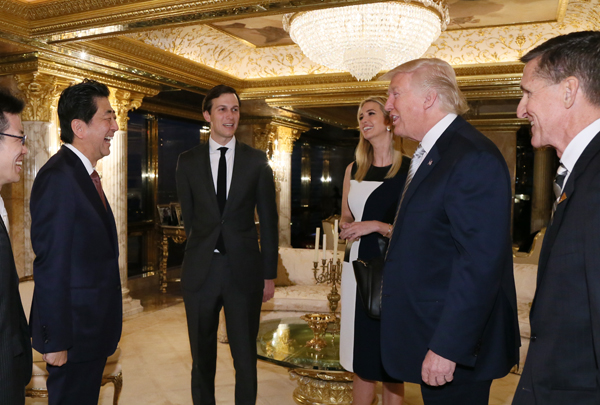
رئیس‌جمهور ترامپ و نخست‌وزیر شینزو آبه، ۱۷ نوامبر ۲۰۱۶

در ۲۱ ژوئن ۲۰۱۷ جرد کوشنر به عنوان نماینده کاخ سفید باهدف تجدید مذاکرات صلح به خاورمیانه سفر کرد. او در این سفر با بنیامین نتایناهو در اورشلیم و با محمود عباس در رام‌الله به‌طور جداگانه ملاقات و مذاکره کرد. در این ملاقات‌ها جیسون گرینبلات نماینده دولت آمریکا در امور خاورمیانه و دیوید فریدمن سفیر تازه آمریکا در اسرائیل نیز حضور داشتند. کاخ سفید با صدور اطلاعیه‌ای این مذاکرات را سازنده خواند. نبیل ابو ردینه، سخنگوی نهاد ریاست حکومت خودگردان فلسطین گفت، در ملاقات جرد کوشنر با محمود عباس، «تمامی مسائل عمده‌ای که قلب نزاع اسرائیلی- فلسطینی هستند، مطرح شده‌است».

## زندگی شخصی

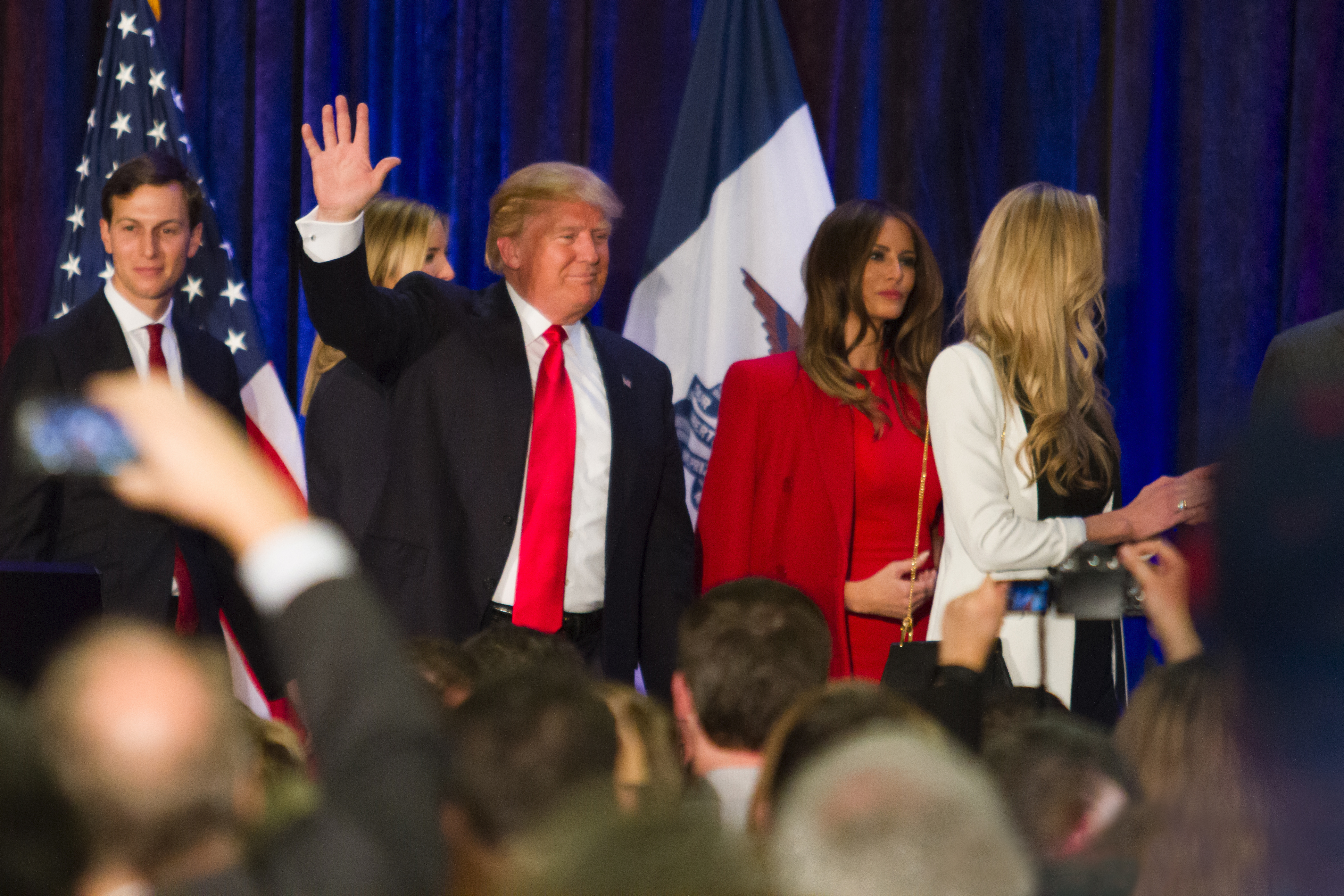
جَرِد کوری کوشنر در کنار دونالد ترامپ

جرد کوشنر در ۱۰ ژانویه ۱۹۸۱ در خانواده‌ای ثروتمند با اصلیتی یهودی در لیوینگستون، نیوجرسی زاده شد. پدرش، چارلز کوشنر برج‌ساز و سرمایه‌دار بود. اجداد پدری وی از نجات‌یافتگان هولوکاست بودند که از شهر ناواریداک (در بلاروس امروزی) به ایالات متحده مهاجرت کردند.
کوشنر در یک مراسم یهودی در ۲۵ اکتبر ۲۰۰۹ با ایوانکا ترامپ، دختر دونالد ترامپ ازدواج کرد. این زوج ارتدکس مدرن هستند. کوشنر و ایوانکا سه فرزند دارند: آرابلا روز، جوزف فردریک و تیودور جیمز.